# 科里奧蘭序曲
科里奧蘭序曲（德語：Coriolan-Ouvertüre），作品62，是貝多芬的序曲創作，以海因里希·約瑟夫·馮·科林的悲劇作品為背景。全曲大體上按照悲劇的內容進行，以C小調主題表現科里奧蘭的侵略羅馬決心，並以E♭大調主題象徵其母對兒子息戰的懇求。科里奧蘭最終聽了母親的話，決定不再戰鬥，卻沒辦法將已達羅馬的大軍撤回，在掙扎之下，以自殺收場。

## 分析

### 配器
本曲的樂隊編制遵循當代管弦樂團的標準，在工具書《管弦樂作品手冊》當中記為"2 2 2 2—2 2 0 0—tmp—str"。

## 外部連結
- 科里奧蘭序曲：国际乐谱典藏计划上的乐谱